# Anselm Tiggemann
Anselm Tiggemann (* 1970 in Münster) ist ein deutscher Historiker, Politologe und Autor.

## Leben und Werdegang
Tiggemann absolvierte eine Lehre zum Einzelhandelskaufmann und studierte danach Mittlere und Neuere Geschichte, Politikwissenschaften und Philosophie in Köln, Bonn und Bielefeld, unter anderem als Stipendiat der Konrad-Adenauer-Stiftung. 2003 wurde er an der Universität Dortmund bei Herbert Hömig mit einer Arbeit zur Kernenergiekontroverse und der Geschichte der Entsorgung Radioaktiven Abfalls zum Dr. phil. promoviert. Die Arbeit mit dem Titel Die "Achillesferse" der Kernenergie in der Bundesrepublik Deutschland  wurde mit „magna cum laude“ bewertet und erschien als fünfter Band der Reihe Subsidia Acadamica der Akademie gemeinnütziger Wissenschaften zu Erfurt Ausführliche Rezensionen verfassten 2004 Christoph Schank auf H-Soz-Kult und Patrick Kupper bei sehepunkte.
Zwischen 2000 und 2018 arbeitete Tiggemann als Büroleiter und Wissenschaftlicher Mitarbeiter der CDU-Landtagsabgeordneten in NRW Marie-Theres Ley, Rita Klöpper und Katharina Gebauer. Nach einer kurzen Tätigkeit als Referent bei der CDU/CSU-Fraktion im Bundestag im Jahr 2013 war er von 2013 bis 2017 war er Büroleiter der Bundestagsabgeordneten Cemile Giousouf (CDU) in Berlin und in ihrem Wahlkreisbüro in Hagen. Seit Mitte 2018 ist er Referent bei der Bundesgesellschaft für Endlagerung.
Daneben ist Tiggemann als freier Autor tätig. Sein Sachbuch über die CDU-CSU und die Ost- und Deutschlandpolitik 1969–1972 von 1998 wurde von Klaus Schroeder im Feuilleton der FAZ im November 1999 rezensiert. Seine Rezensionen zu energie-, industrie- und umweltpolitischen sowie -historischen Werken sind auf der Plattform sehepunkte und bei H-Soz-Kult auffindbar. 
Tiggemann ist mit der Historikerin Claudia Tiggemann-Klein verheiratet und wohnt in Köln.

## Gorleben-Studie
Tiggemann erstellte für das niedersächsische Umweltministerium das Gutachten „Gorleben als Entsorgungs- und Endlagerstandort – Der niedersächsische Auswahl- und Entscheidungsprozess. Expertise zur Standortvorauswahl für das „Entsorgungszentrum“ 1976/77“. Die Studie stellte die Standortvorauswahl zum geplanten Nuklearen Entsorgungszentrum (NEZ) mit Wiederaufarbeitungsanlage als zum damaligen Zeitpunkt „sachgerecht“ dar.
Der damalige Umwelt- und Klimaschutzminister Niedersachsens Hans-Heinrich Sander (FDP) führte 2010 diese Studie als Beleg dafür an, dass Gorleben nicht willkürlich als Standort ausgewählt wurde und „dass die Verschwörungstheorien jeder Grundlage entbehren“. Die FAZ betrachtete mit Tiggemanns Gutachten die Vorgeschichte der Standortentscheidung für Gorleben als aufgeklärt und nannte die Studie einen Beitrag zur Versachlichung. Von der niedersächsischen Landtagsabgeordneten Miriam Staudte (Bündnis 90/Die Grünen) wurde das Gutachten hingegen unter anderem als „Gefälligkeits-Gutachten“ und als „jämmerlicher Versuch, es dem Auftraggeber Sander Recht zu machen“ bezeichnet. Der Sender n-tv sprach gar von einer von der FDP in Auftrag gegebenen Expertise. Auch von der Umweltorganisation Greenpeace wurde das Gutachten kritisiert und als „eindeutig beschönigend und schleichend manipulativ“ bewertet.
Tiggemann wurde 2010 auch als Zeuge vor dem Gorleben-Untersuchungsausschuss im Deutschen Bundestag befragt.

## Schriften (Auswahl)
- CDU-CSU und die Ost- und Deutschlandpolitik 1969–1972: zur "Innenpolitik der Außenpolitik" der ersten Regierung Brandt/Scheel. Europäische Hochschulschriften: Reihe 3, Geschichte und ihre Hilfswissenschaften, Band 776. Lang Verlag, Frankfurt am Main u. a. 1998. ISBN 978-3-631-32816-3
- mit Claudia Tiggemann-Klein: Das St.-Marien-Hospital im Herzen Kölns: Gesundheitsfürsorge, Frömmigkeit und Bürgerinitiative im Spiegel der Stadtgeschichte. Stiftung St. Marien-Hospital (Hrsg.), Bachem-Verlag, Köln 2004. ISBN 978-3-761-61862-2
- Die "Achillesferse" der Kernenergie in der Bundesrepublik Deutschland: zur Kernenergiekontroverse und Geschichte der nuklearen Entsorgung von den Anfängen bis Gorleben 1955 bis 1985. Zugleich Dissertation; Europaforum-Verlag, Lauf an der Pegnitz 2004. ISBN 978-3-931-07034-2
- mit Erik Gieseking, Irene Gückel, Hermann-Josef Scheidgen (Hrsg.): Zum Ideologieproblem in der Geschichte. Herbert Hömig zum 65. Geburtstag. Subsidia Academica, Reihe A, Neuere und neueste Geschichte 8. Europaforum-Verlag, Lauf an der Pegnitz 2006, ISBN 3-931070-46-8.